# Gabinet Williama McMahona
Gabinet Williama McMahona – czterdziesty siódmy gabinet federalny Australii, urzędujący od 10 marca 1971 do 5 grudnia 1972. Był trzynastym z rzędu gabinetem koalicyjnym LPA i Partii Wiejskiej (CP). Gdy po jego dymisji partie te przeszły do opozycji, zakończył się trwający 23 lata okres ich nieprzerwanych, wspólnych rządów. Do dziś jest to rekordowy w historii Australii czas pozostawania u władzy jednego obozu politycznego. 

## Okoliczności powstania i dymisji
Gabinet powstał w środku kadencji Izby Reprezentantów. William McMahon był faworytem do przejęcia sterów w Partii Liberalnej, co automatycznie oznaczałoby też funkcję premiera, już w grudniu 1967, gdy nagle zmarł ówczesny szef rządu Harold Holt. Kandydatura McMahona została zablokowana przez przywódcę Partii Wiejskiej Johna McEwena, który oświadczył, że nie ufa McMahonowi i nie zamierza wchodzić do rządu pod jego kierownictwem. Nie chcąc dopuścić do rozpadu koalicji, ostatecznie LPA wybrała w styczniu 1968 Johna Gortona. Trzy lata później McEwen przeszedł na emeryturę, a nowym liderem CP został Doug Anthony, który dał do zrozumienia, że obsada stanowiska premiera zależy tylko od LPA i że on nie miałby nic przeciwko współpracy z McMahonem. W efekcie w marcu 1971 minister obrony Malcolm Fraser zainicjował wewnątrzpartyjny bunt przeciw coraz bardziej niepopularnemu Gortonowi. Klub parlamentarny LPA miał zdecydować o wotum zaufania dla premiera, lecz w głosowaniu padł remis. Gorton uznał taki wynik za osobistą porażkę i podał się do dymisji, a partia nowym liderem wybrała Williama McMahona. 
Gabinet urzędował do końca kadencji Izby Reprezentantów. W przeprowadzonych na początku grudnia 1972 wyborach koalicja LPA-CP po raz pierwszy od 23 lat uległa Australijskiej Partii Pracy (ALP), która w nadzwyczajnym trybie, jeszcze przed ogłoszeniem pełnych i ostatecznych wyników, utworzyła pierwszy gabinet Gougha Whitlama.

## Skład
| stanowisko                                     | osoba                                               | partia | od               | do               |
| ---------------------------------------------- | --------------------------------------------------- | ------ | ---------------- | ---------------- |
| premier                                        | William McMahon                                     | LPA    | 10 marca 1971    | 5 grudnia 1972   |
| wicepremier                                    | Doug Anthony                                        | CP     | 10 marca 1971    | 5 grudnia 1972   |
| minister spraw zagranicznych                   | William McMahon                                     | LPA    | 10 marca 1971    | 22 marca 1971    |
| minister spraw zagranicznych                   | Leslie Bury                                         | LPA    | 22 marca 1971    | 22 sierpnia 1971 |
| minister spraw zagranicznych                   | Nigel Bowen                                         | LPA    | 22 sierpnia 1971 | 5 grudnia 1972   |
| minister handlu i przemysłu                    | Doug Anthony                                        | CP     | 10 marca 1971    | 5 grudnia 1972   |
| minister obrony                                | John Gorton                                         | LPA    | 10 marca 1971    | 13 sierpnia 1971 |
| minister obrony                                | David Fairbairn                                     | LPA    | 20 sierpnia 1971 | 5 grudnia 1972   |
| minister przemysłu podstawowego                | Ian Sinclair                                        | CP     | 10 marca 1971    | 5 grudnia 1972   |
| minister zaopatrzenia                          | Ken Anderson                                        | LPA    | 10 marca 1971    | 22 sierpnia 1971 |
| minister zaopatrzenia                          | Od 22.08.1971 stanowisko przeniesione poza gabinet. |        |                  |                  |
| minister rozwoju narodowego                    | Reginald Swartz                                     | LPA    | 10 marca 1971    | 5 grudnia 1972   |
| minister pracy i służby zasadniczej            | Billy Snedden                                       | LPA    | 10 marca 1971    | 22 marca 1971    |
| minister pracy i służby zasadniczej            | Phillip Lynch                                       | LPA    | 22 marca 1971    | 5 grudnia 1972   |
| minister edukacji i nauki                      | Nigel Bowen                                         | LPA    | 10 marca 1971    | 22 marca 1971    |
| minister edukacji i nauki                      | David Fairbairn                                     | LPA    | 22 marca 1971    | 20 sierpnia 1971 |
| minister edukacji i nauki                      | Malcolm Fraser                                      | LPA    | 20 sierpnia 1971 | 5 grudnia 1972   |
| minister poczty                                | Alan Hulme                                          | LPA    | 10 marca 1971    | 5 grudnia 1972   |
| wiceprzewodniczący Federalnej Rady Wykonawczej | Alan Hulme                                          | LPA    | 10 marca 1971    | 5 grudnia 1972   |
| minister skarbu                                | Leslie Bury                                         | LPA    | 10 marca 1971    | 22 marca 1971    |
| minister skarbu                                | Billy Snedden                                       | LPA    | 22 marca 1971    | 5 grudnia 1972   |
| minister żeglugi i transportu                  | Peter Nixon                                         | CP     | 10 marca 1971    | 5 grudnia 1972   |
| prokurator generalny                           | Nigel Bowen                                         | LPA    | 22 marca 1071    | 22 sierpnia 1971 |
| prokurator generalny                           | Od 22.08.1971 stanowisko przeniesione poza gabinet. |        |                  |                  |
| minister zdrowia                               | Ken Anderson                                        | LPA    | 22 sierpnia 1971 | 5 grudnia 1972   |